# Deraeocoris diveni
Deraeocoris diveni är en insektsart som beskrevs av Knight 1921. Deraeocoris diveni ingår i släktet Deraeocoris och familjen ängsskinnbaggar. Inga underarter finns listade i Catalogue of Life.